# Limbe (instrument)

Limbe horitzontal i limbe vertical en un teodolit.

Els limbes són cercles o discs graduats, tant verticals com horitzontals, per mesurar angles. Estan dividits de 0 a 360  graus sexagesimals, o de 0 a 400  graus centesimals. En els limbes verticals es poden veure diverses graduacions (limbes zenitals). Els teodolits mesuren en graduació normal (sentit dextrogir o de les agulles del rellotge) o graduació anormal (sentit levogir o contrari a les agulles del rellotge). Es mesuren angles zenitals (distància zenital), angles de pendent (alçada d'horitzó) i angles nadirals.